# Bant
Bant – wieś w Holandii w prowincji Flevoland.
Wieś powstała po osuszeniu terenów Polderu Północno-Wschodniego.
Leży około 10 kilometrów na północ od Emmeloord.
W 2006 roku zamieszkiwały ją 754 osoby. 